# Lasioglossum hualitchu
Lasioglossum hualitchu là một loài Hymenoptera trong họ Halictidae. Loài này được Holmberg mô tả khoa học năm 1886.